# Generalmarsch

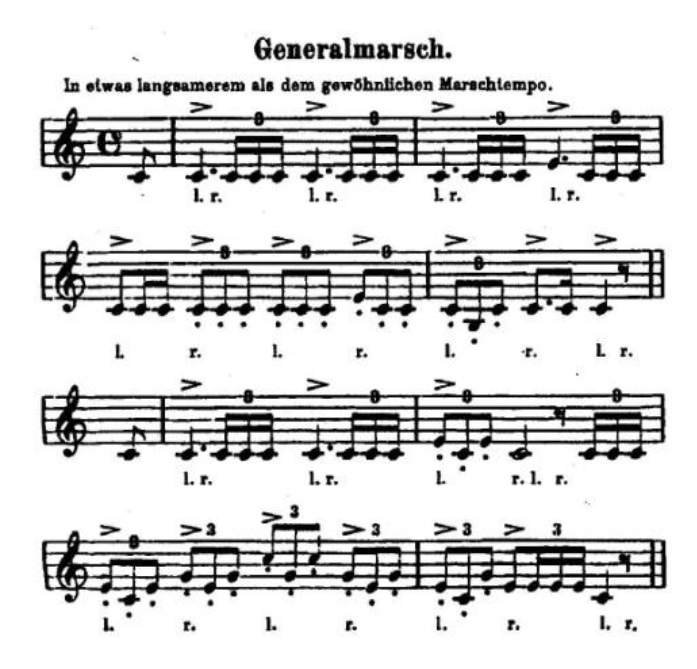
Generalmarsch der k.u.k. Kavallerie 1898

Als Generalmarsch bezeichnete man im deutschsprachigen Raum seit dem 18. Jahrhundert einen auf der Trommel gespielten militärischen Marsch. Dieser fungierte ursprünglich als Signal an die Truppe, sich auf einen bevorstehenden Abmarsch aus der Garnison oder einem Feldlager vorzubereiten. Im 19. Jahrhundert wandelte sich die Funktion des Generalmarsches und er wurde zum Alarmsignal, mit dem den Angehörigen der Truppe das rasche Sammeln an vorher festgelegten Sammelplätzen befohlen wurde.
Militärisch-fachsprachlich wurde der Generalmarsch nicht gespielt, sondern geschlagen.